# Gymnastes
Gymnastes is een muggengeslacht uit de familie van de steltmuggen (Limoniidae).

## Soorten

### OndergeslachtGymnastes
- G. (Gymnastes) anticaniger Alexander, 1967
- G. (Gymnastes) dilatipes Alexander, 1956
- G. (Gymnastes) hyalipennis (Alexander, 1920)
- G. (Gymnastes) latifuscus Alexander, 1967
- G. (Gymnastes) omeicola Alexander, 1935
- G. (Gymnastes) ornatipennis (de Meijere, 1911)

- G. (Gymnastes) shirakii (Alexander, 1920)
- G. (Gymnastes) subnudus Alexander, 1956
- G. (Gymnastes) teucholaboides (Alexander, 1920)
- G. (Gymnastes) tridens Alexander, 1967
- G. (Gymnastes) violaceus Brunetti, 1911

### OndergeslachtNeogymnastes
- G. (Neogymnastes) perexquisitus Alexander, 1938

### OndergeslachtParagymnastes
- G. (Paragymnastes) berumbanensis Edwards, 1928
- G. (Paragymnastes) bistriatipennis Brunetti, 1918
- G. (Paragymnastes) catagraphus Alexander, 1929
- G. (Paragymnastes) clitellarius Alexander, 1937
- G. (Paragymnastes) comes Alexander, 1966
- G. (Paragymnastes) cyanoceps (Alexander, 1922)
- G. (Paragymnastes) dasycerus Alexander, 1948
- G. (Paragymnastes) demeijerei (Riedel, 1921)
- G. (Paragymnastes) fascipennis (Thomson, 1869)
- G. (Paragymnastes) flavitibia (Alexander, 1919)
- G. (Paragymnastes) fulvogenualis Alexander, 1937
- G. (Paragymnastes) gloria (Alexander, 1921)
- G. (Paragymnastes) hylaeus Alexander, 1932

- G. (Paragymnastes) imitator Alexander, 1951
- G. (Paragymnastes) kandyanus Alexander, 1958
- G. (Paragymnastes) malaysiensis Oosterbroek, 2009
- G. (Paragymnastes) maya Alexander, 1958
- G. (Paragymnastes) mckeani Alexander, 1935
- G. (Paragymnastes) multicinctus Edwards, 1931
- G. (Paragymnastes) nigripes (Alexander, 1922)
- G. (Paragymnastes) niveipes Alexander, 1948
- G. (Paragymnastes) pennipes Brunetti, 1918
- G. (Paragymnastes) pictipennis Edwards, 1916
- G. (Paragymnastes) riedeli (Alexander, 1931)
- G. (Paragymnastes) simhalae Alexander, 1958